# Svenska mästerskapet i simhopp 2020
Svenska mästerskapen i simhopp våren 2020 ägde rum i Malmö och Lund. 

## Medaljsummering

### Damer
| Gren    | Guld                                 | Guld                 | Silver                                   | Silver                 | Brons                           | Brons       |
| Höga    | Hanna Johnsson                       | Malmö KK             | Amanda Lundin                            | Polisens IF            | Nina Janmyr                     | SK Poseidon |
| 3m      | Emilia Nilsson Garip                 | Malmö KK             | Emma Gullstrand                          | Jönköpings Simsällskap | Elna Widerström                 | SK Poseidon |
| 1m      | Emilia Nilsson Garip                 | Malmö KK             | Emma Gullstrand                          | Jönköpings Simsällskap | Elna Widerström                 | SK Poseidon |
| Synchro | Mikaela Dietmann och Matilda Nilsson | Bofors Simhoppsklubb | Hedda Nordstedt och Emilia Nilsson Garip | Malmö KK               | Nina Janmyr och Elna Widerström | SK Poseidon |

### Herrar
| Gren    | Guld                              | Guld                   | Silver                                | Silver              | Brons                          | Brons       |
| Höga    | Vinko Paradzik                    | Jönköpings Simsällskap | Johan Sandell                         | Polisens IF Simhopp | Richard Roop-Illiste           | SK Poseidon |
| 3m      | Erik Gundersen                    | Malmö KK               | Jacob Stoltz                          | Polisens IF Simhopp | Johan Sandell                  | SK Poseidon |
| 1m      | David Ekdahl                      | Malmö KK               | Jacob Stoltz                          | Polisens IF Simhopp | Elias Petersen                 | Malmö KK    |
| Synchro | Erik Gundersen och Elias Petersen | Malmö KK               | Jacob Stoltz och Richard Roop-Illiste | Polisens IF Simhopp | Isac Faxius och André Dimovski | Malmö KK    |

### Mix
| Gren | Guld                               | Guld                     | Silver                             | Silver   | Brons                                | Brons    |
| Mix  | Elias Petersen och Elna Widerström | Malmö KK och SK Poseidon | Erik Gundersen och Hedda Nordstedt | Malmö KK | André Dimovski och Sofia Torstensson | Malmö KK |